# 24711 Chamisso
24711 Chamisso este un asteroid din centura principală, descoperit pe 6 august 1991, de Freimut Börngen.